# Unicorn Hunters
Unicorn Hunters ("Cazadores de unicornios") es un programa de telerrealidad que se estrenó en 2021. Con un formato similar a Shark Tank, cada episodio presenta a emprendedores tecnológicos que deben convencer a los integrantes del "Círculo del dinero" para que inviertan en su negocio.

## Formato
El nombre del programa alude a la definición de unicornio propuesta por Eileen Lee en 2013 respecto a las compañías que alcanzan la valoración de mil millones de dólares. Se lo ha definido también como perteneciente al género del “enrichtainment”.Aunque es frecuentemente comparado con Shark Tank, la diferencia fundamental es que en Unicorn Hunters no sólo los jurados pueden invertir sino también el público.

## Episodios
Hasta 2022, la serie estrenó un total de 14 episodios. La mayoría de los participantes lideraban startups relacionadas con la biotecnología, la medicina preventiva, innovaciones enfocadas en distintos tipos de cáncer,plataformas para fitness y soluciones inteligentes para mitigar problemas ambientales.
| Episodio | Nombre de la compañía | Rubro o innovación                                                            | CEO y/o fundador/a                                |
| -------- | --------------------- | ----------------------------------------------------------------------------- | ------------------------------------------------- |
| 1        | Far UV Technologies   | Dispositivo y tecnología para desinfectar a través de luz ultravioleta        | PJ Piper                                          |
| 2        | Forte                 | Plataforma para ofrecer streaming a gimnasios                                 | Lauren Foundos                                    |
| 3        | Starton               | Medicina par aliviar los efectos secundarios de tratamientos contra el cáncer | Pedro Lichtinger                                  |
| 4        | Intromunne            | Pasta dental para las personas alérgicas al maní                              | Bill Reisacher/Michael Nelson                     |
| 5        | Carbon Collect        | Tecnología para reutilizar el dióxido de carbono y mitigar la contaminación   | Reyad Fezzani                                     |
| 6        | CVAC Systems          | Cápsula para potenciar los beneficios de la actividad física                  | Allen Ruszkowski                                  |
| 7        | Unicorn Hunters       | Episodio especial: el "detrás de escena" del show                             | Episodio especial: el "detrás de escena" del show |
| 8        | UE Life Sciences      | Tecnología para facilitar la detección temprana del cáncer de mama            | Mihir Shah                                        |
| 9        | My Mee                | Seguimiento de las enfermedades autoinmunes                                   | Mette Dyhrberg                                    |
| 10       | Grocery Shopii        | App para conectar almacenes y consumidores a través de recetas                | Katie Hotze                                       |
| 11       | Vastmindz             | Prevención y detección temprana de patologías a partir del escaneo del rostro | Nikhil Sehgal                                     |
| 12       | Geneprodx             | Creación de un test rápido de detección del cáncer                            | Hernan Gonzalez                                   |
| 13       | Unicoin               | Criptomonedas / Episodio especial                                             | Criptomonedas / Episodio especial                 |
| 14       | Margik                | Elaboración de tecnología de iluminación 100% orgánica                        | Margaret Kocherga                                 |

## Jurado
El Círculo del Dinero funciona como jurado del show y tiene la última palabra a la hora de definir la suerte de los participantes. Está integrado por Steve Wozniak, Lance Bass, Moe Vela, Rosie Ríos, Silvina Moschini, Alex Konanykhin, Scott Livingston, Chris Diamantopoulos,Jason Felts, Danny Cortenraede, Cris Carter y Stacie Olivares.
En general, cada uno de los jurados estables del programa se enfoca en cuestiones específicas y analiza a las startups participantes desde su experiencia o área de conocimiento. Así, Wozniak (cofundador de Apple junto a Steve Jobs en 1976) analiza la viabilidad tecnológica de las innovacionesKonanykhin evalúa la proyección financiera, Moschini considera el potencial de los emprendimientos como unicornios, Bass examina cuestiones de marketingy Vela mira la escalabilidad de las compañías “desde una mirada 360”.
Por su parte, Rosie Ríos, quién fuera tesorera del gobierno estadounidense durante la administración de Barack Obama, suele indagar en temas relativos a inversión, riesgo y metas financieras a mediano y largo plazo. 
Han participado como jurados invitados personalidades como Jason Scott, Susan Segal, John Bercow y Laura Chinchilla, ex presidenta de Costa Rica. 

## Recepción e impacto
El programa tuvo una rápida repercusión, alcanzado cerca de 12 millones de visualizaciones en 3 meses. Fue distribuido por Claro Video en 15 países de América Latinay se estrenó en Brasil a través de Jovem Pan News en enero de 2022.  En 2022, la serie comenzó a ser distribuida por Binge Networks y se sumó como oferta de entretenimiento a bordo para las aerolíneas de bandera Tap Air (Portugal), WestJet (Canadá) y Etihad Airways (Emiratos Árabes).